# Enicospilus trachalus
Enicospilus trachalus là một loài tò vò trong họ Ichneumonidae.